# ASV Zirndorf
Der ASV Zirndorf (Allgemeiner Sportverein Zirndorf) ist ein Sportverein aus dem mittelfränkischen Zirndorf mit Abteilungen für Fußball, Handball, Tischtennis, Gymnastik und der Gesellschaftsabteilung „Unentwegte“, die sich aus der Faschingsgesellschaft Cyrenesia zusammensetzt.

## Geschichte
Der Verein gründete sich am 16. April 1946 aus den Zirndorfer Vereinen TSV 1861 Zirndorf, 1. FC Zirndorf, SpVgg Zirndorf, ATSV Jahn Zirndorf und dem Radfahrverein Solidarität Zirndorf, die bereits vor dem Zweiten Weltkrieg bestanden. Der Verein nutzte ab seiner Gründung das Gelände des TSV 1861 an der Jahnstraße. Zwei Jahre später löste sich der TSV 1861 Zirndorf wieder aus dem ASV und wurde erneut selbstständig. Nach dem Austritt musste das Sportgelände an der Jahnstraße geräumt werden und der Verein zog an die Schwabacher Straße, die damals noch Leichendorfer Straße hieß, auf das ehemalige Gelände des 1. FC Zirndorf. 1950 erwarb der Verein das Grundstück und begann mit dem Aufbau eines Sportlerheims. Sehr erfolgreich ist der ASV Zirndorf im Fasching. Die Abteilung Unentwegte vertritt die Farben des ASV Zirndorf und der Stadt Zirndorf unter dem Namen Cyrenesia.

### Fußball
Ab 1962 spielte die Fußballabteilung des Vereins mit der ersten Mannschaft drei Jahre in der Bayernliga, der damals höchsten Amateurklasse. Danach musste der Verein nach und nach bis in die Bezirksliga absteigen. Im Juli 2010 gelang der 1. Mannschaft im Fußball der Aufstieg in die Bezirksoberliga. Im Juli 2009 wurde die Fußball-Jugendabteilung des Vereins Jugend-Partnerverein der SpVgg Greuther Fürth. Die Fußball Herren schafften in der Saison 2011/12 den Aufstieg in die Landesliga. In der Saison 2012/13 spielte die 1. Mannschaft in der neuen Landesliga Nordost. Zur Saison 2012/13 kam der Abstieg in die Bezirksliga Mittelfranken (Staffel 1).

#### Ehemalige Spieler
- Timothy Tillman
- Malik Tillman

### Ringen
1959 gewann Albert Roth den deutschen Meistertitel im Freistilringen.

### Handball
Die Handballabteilung spielt seit 2000 unter der Bezeichnung HG Zirndorf.